# Rodzimowiercze Radio Internetowe „RadioWid”
Rodzimowiercze Radio Internetowe „RadioWid” (RRI RadioWid) – niekomercyjne radio internetowe prowadzone przez Grupę WiD, popularyzujące idee rodzimowierstwa, czyli kultury i wierzeń opartych na mitologiach i tradycjach lokalnych, głównie słowiańskich (rodzimowierstwo słowiańskie). Prace nad utworzeniem stacji rozpoczęły się w 2005 roku. Na jej antenie prezentowana jest muzyka folkowa, ludowa, rockowa, metalowa głównie z europejskiego kręgu kulturowego, ale również, w ramach ciekawostek, z innych kontynentów. Radio finansowane jest w sposób społecznościowy, korzystając z „dobrowolnych składek załogi radia oraz słuchaczy”.
15 grudnia 2014, w wyniku decyzji podjętej na II Ogólnopolskim Wiecu Rodzimowierczym, radio zawiesiło działalność i wstrzymało nadawanie. 17 maja 2020 RadioWid powrócił w postaci audycji nadawanej w niedzielę w godzinach 15.00–18.00 na antenie warszawskiego radia internetowego RadioPraga.pl.

## Działalność
Stacja oprócz nadawania prowadzi także działalność na polu nauki oraz kultury. W tym pierwszym aspekcie podejmowała współpracę m.in. z Rumuńskim Instytutem Kultury, Węgierskim Instytutem Kultury czy Państwowym Muzeum Etnograficznym.
Swoim patronatem medialnym radio objęło m.in.:
- album Reakcja pogańska zespołu Percival Schuttenbach (2009)[8];
- album Spirit, Heart, Mind, Body artystki Diziroqui (2010)[8];
- Festiwal Muzyki Folkowej FOLKOWO (2009)[8];
- plebiscyt Wirtualne Gęśle[8];
- XI Ogólnopolskie Święto Welesa: Festiwal Kultury Słowian (2022)[9].

Ponadto RadioWid podejmował współpracę i współorganizację festiwali Etniczne Inspiracje, Skrzyżowanie Kultur oraz Mikołajki Folkowe.